# عضلة مقربة طويلة

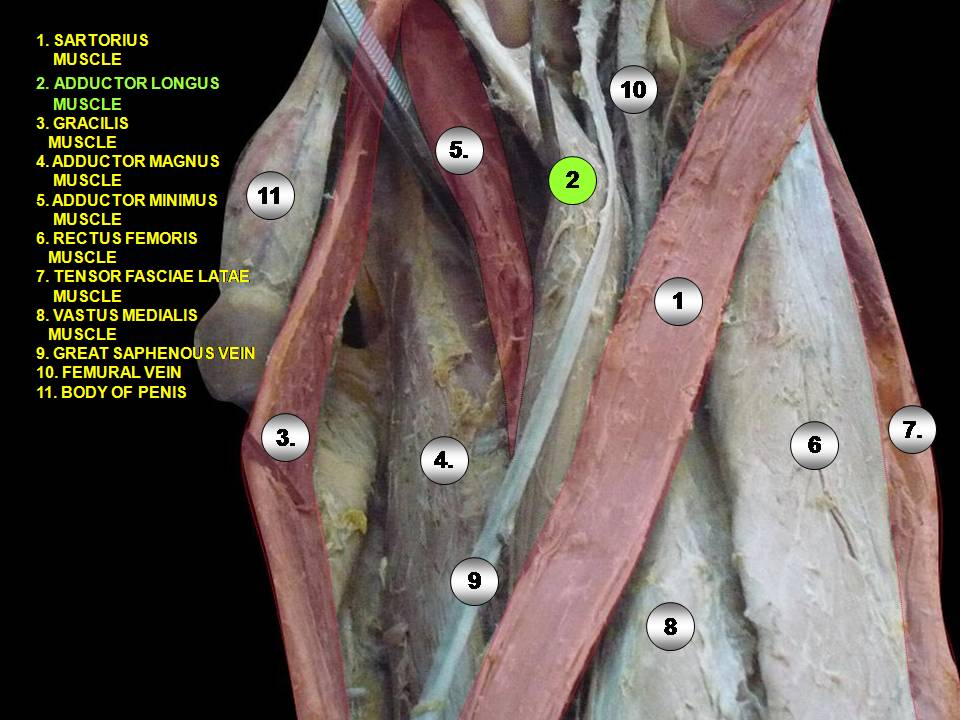
العَضلة المُقربة الطَويلة رَقم 2.

العَضَلَة المُقرِبة الطَويلة (باللاتينية: Musculus adductor longus) هي عضلة من عَضلات الطَرف السُفلي لِجسم الإنسان.

## المَنشأ
تَنشأ العَضلة من الجُزء الأمامي لِعظم العانة تحديداً تنشأ من أَسفل وإلى الوَسط بالنِسبة الحَديبة العانية (pubic tubercale).

## المَغرس
تَنغرس هذه العَضلة في الخَط الخَشن الفَخذي.

## العَصب
يَتصل بِها العَصب السدادي.

## الحَركة
تَعمل بِشكل أَساسي على الدوران الجانِبي وثَني وَتقريب الفَخذ.